# بير آلمارك
بير أكسل آلمارك (Per Axel Ahlmark) كاتب سويدي مولود في 15 يناير 1939 شغل منصب زعيم حزب الشعب الليبرالي.

## روابط خارجية
- بير آلمارك على موقع IMDb (الإنجليزية)
- بير آلمارك على موقع مونزينجر (الألمانية)
- بير آلمارك على موقع ديسكوغز (الإنجليزية)